# Transylvania Open 2022
Transylvania Open 2022, oficiálně Transylvania Open by Verdino 2022, byl tenisový turnaj hraný jako součást ženského okruhu WTA Tour v BTareně na krytých dvorcích s tvrdým povrchem. Druhý ročník Transylvania Open probíhal mezi 10. až 16. říjnem 2022 v rumunské Kluži.
Turnaj dotovaný 251 750 dolary patřil do kategorie WTA 250. Nejvýše nasazenou singlistkou se po odstoupení Krejčíkové stala čtyřicátá pátá tenistka světa Anhelina Kalininová z Ukrajiny, kterou ve čtvrtfinále vyřadila Blinkovová. Jako poslední přímá účastnice do dvouhry nastoupila 75. hráčka žebříčku, Srbka Aleksandra Krunićová. V důsledku invaze Ruska na Ukrajinu na konci února 2022 řídící organizace tenisu ATP, WTA a ITF s grandslamy rozhodly, že ruští a běloruští tenisté mohliu dále na okruzích startovat, ale do odvolání nikoli pod vlajkami Ruska a Běloruska.
Premiérový singlový titul na okruhu WTA Tour vybojovala 24letá Anna Blinkovová. V probíhající sezóně se stala pátou šampionkou, která dvouhru vyhrála jako kvalifikantka. Čtyřhru ovládly Belgičanka Kirsten Flipkensová s Němkou Laura Siegemundová a odvezly si první společnou trofej.
Tenistky turnaj zvolily nejlepší událostí sezóny 2022 v kategorii WTA 250.

## Rozdělení bodů a finančních odměn

### Rozdělení bodů
| Soutěž      | Soutěž      | vítězové | finalisté | semifinalisté | čtvrtfinalisté | 16 v kole | 32 v kole | Q  | Q2 | Q1 |
| ----------- | ----------- | -------- | --------- | ------------- | -------------- | --------- | --------- | -- | -- | -- |
| dvouhra žen | [ 2 ] [ 8 ] | 280      | 180       | 110           | 60             | 30        | 1         | 18 | 12 | 1  |
| čtyřhra žen | [ 9 ]       | 280      | 180       | 110           | 60             | 1         | —         | —  | —  | —  |

### Finanční odměny
| Soutěž                                | Soutěž      | vítězové | finalisté | semifinalisté | čtvrtfinalisté | 16 v kole | 32 v kole | Q2      | Q1      |
| ------------------------------------- | ----------- | -------- | --------- | ------------- | -------------- | --------- | --------- | ------- | ------- |
| dvouhra žen                           | [ 2 ] [ 8 ] | 33 200 $ | 19 750 $  | 11 000 $      | 6 200 $        | 3 800 $   | 2 725 $   | 2 000 $ | 1 300 $ |
| čtyřhra žen                           | [ 9 ]       | 12 000 $ | 6 700 $   | 3 950 $       | 2 350 $        | 1 800 $   | —         | —       | —       |
| částka ve čtyřhrách je uvedena na pár |             |          |           |               |                |           |           |         |         |

## Ženská dvouhra

### Nasazení
| Stát                         | Hráčka                | WTA | Nasazení |
| ---------------------------- | --------------------- | --- | -------- |
| Česko                        | Barbora Krejčíková    | 23. | 1.       |
| Ukrajina                     | Anhelina Kalininová   | 45. | 2.       |
| Rumunsko                     | Ana Bogdanová         | 46. | 3.       |
|                              | Anastasija Potapovová | 51. | 4.       |
| Polsko                       | Magda Linetteová      | 55. | 5.       |
| Ukrajina                     | Marta Kosťuková       | 56. | 6.       |
| Čína                         | Wang Si-jü            | 59. | 7.       |
| Maďarsko                     | Anna Bondárová        | 61. | 8.       |
| Itálie                       | Lucia Bronzettiová    | 62. | 9.       |
| Žebříček WTA k 3. říjnu 2022 |                       |     |          |

### Jiné formy účasti

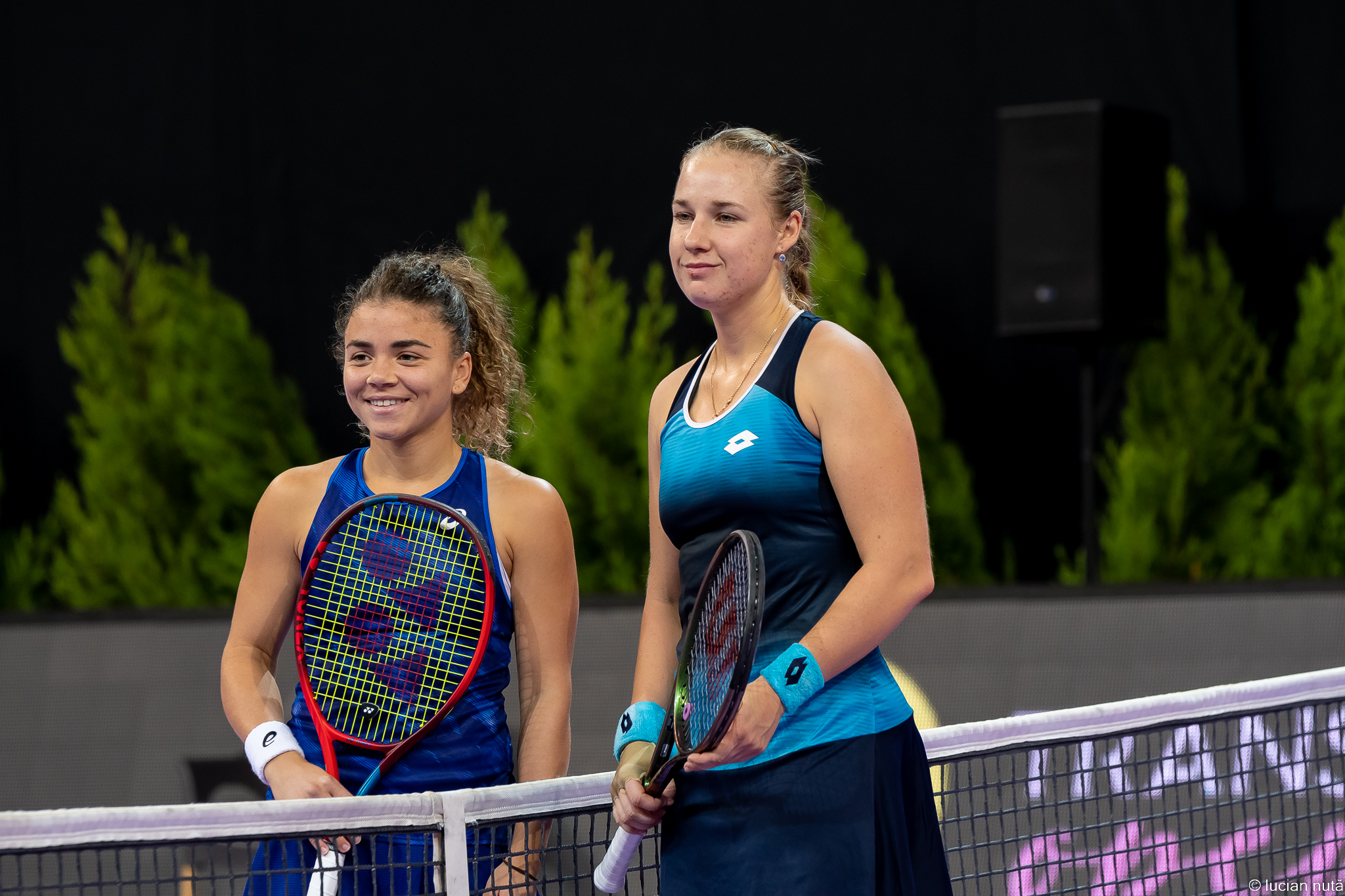
Paoliniová s Blinkovovou při zahájení finále

Následující hráčky obdržely divokou kartu do hlavní soutěže:
- Irina Baraová
- Eugenie Bouchardová
- Elena-Gabriela Ruseová

Následující hráčka měla nastoupit pod žebříčkovou ochranou:
- Laura Siegemundová

Následující hráčky si zajistily postup do hlavní soutěže v kvalifikaci:
- Elina Avanesjanová
- Anna Blinkovová
- Ysaline Bonaventureová
- Olga Danilovićová
- Kamilla Rachimovová
- Anastasija Zacharovová

Následující hráčky postoupily z kvalifikace jako šťastné poražené:
- Océane Dodinová
- Tamara Korpatschová
- Harmony Tanová

### Odhlášení
před zahájením turnaje
- Irina-Camelia Beguová → nahradila ji  Harriet Dartová
- Kaja Juvanová → nahradila ji  Dajana Jastremská
- Barbora Krejčíková → nahradila ji  Océane Dodinová
- Aleksandra Krunićová → nahradila ji  Dalma Gálfiová
- Tereza Martincová → nahradila ji  Tamara Korpatschová
- Majar Šarífová → nahradila ji  Wang Sin-jü
- Laura Siegemundová → nahradila ji  Harmony Tanová
- Sara Sorribesová Tormová → nahradila ji   Varvara Gračovová

## Ženská čtyřhra

### Nasazení
| Stát                                                                     | Hráčka               | Stát      | Hráčka             | WTA  | Nasazení |
| ------------------------------------------------------------------------ | -------------------- | --------- | ------------------ | ---- | -------- |
| Belgie                                                                   | Kirsten Flipkensová  | Německo   | Laura Siegemundová | 76.  | 1.       |
| Norsko                                                                   | Ulrikke Eikeriová    | Slovensko | Tereza Mihalíková  | 96.  | 2.       |
| Gruzie                                                                   | Natela Dzalamidzeová |           | Alexandra Panovová | 104. | 3.       |
| Gruzie                                                                   | Oxana Kalašnikovová  | Ukrajina  | Marta Kosťuková    | 116. | 4.       |
| Žebříček WTA k 3. říjnu 2022; číslo je součtem umístění obou členek páru |                      |           |                    |      |          |

### Jiné formy účasti
Následující páry obdržely divokou kartu do hlavní soutěže:
- Tímea Babosová /  Ingrid Neelová
- Jaqueline Cristianová /  Elena-Gabriela Ruseová

### Odhlášení
před zahájením turnaje
- Kirsten Flipkensová /  Sara Sorribesová Tormová → nahradily je  Kirsten Flipkensová /  Laura Siegemundová
- Anna-Lena Friedsamová /  Monica Niculescuová → nahradily je  Harriet Dartová /  Monica Niculescuová
- Marta Kosťuková /  Tereza Martincová → nahradily je  Oxana Kalašnikovová /  Marta Kosťuková
- Aleksandra Krunićová /  Katarzyna Piterová → nahradily je  Viktorija Golubicová /  Chan Sin-jün

## Přehled finále

### Ženská dvouhra
- Anna Blinkovová vs.  Jasmine Paoliniová, 6–2, 3–6, 6–2

### Ženská čtyřhra
- Kirsten Flipkensová /  Laura Siegemundová vs.   Kamilla Rachimovová /   Jana Sizikovová, 6–3, 7–5